# George Kottaras
George Kottaras (né le 16 mai 1983 à Scarborough, Ontario, Canada) est un receveur des White Sox de Chicago de la Ligue majeure de baseball.

## Carrière

### Jeux olympiques
George Kottaras s'aligne avec l'équipe grecque de baseball aux Jeux olympiques d'été de 2004 à Athènes, en Grèce.

### Red Sox de Boston

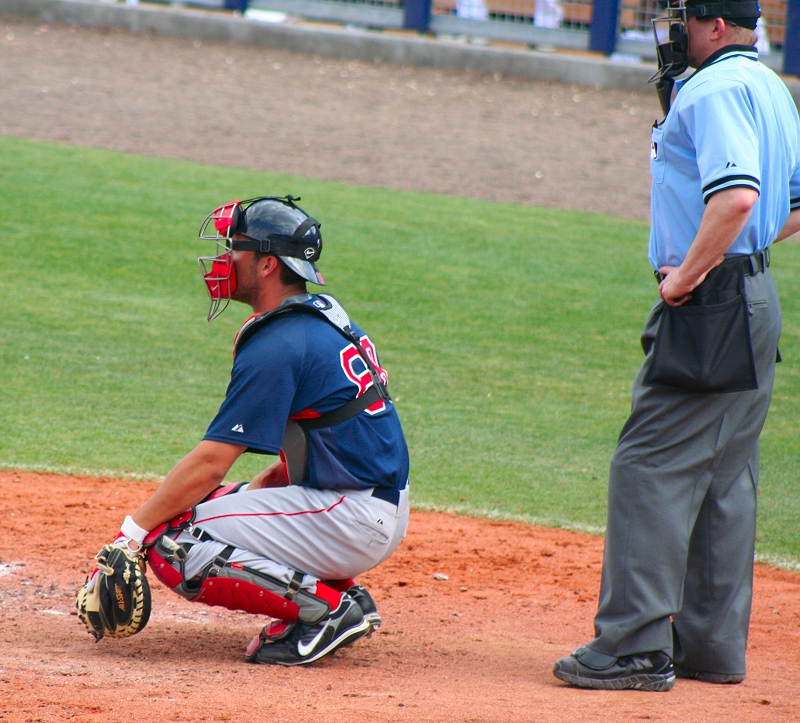
George Kottaras au camp d'entraînement des Red Sox en 2009.

George Kottaras est repêché au 20e tour de sélection par les Padres de San Diego en 2002. Il est considéré en 2005 comme le deuxième joueur le plus prometteur évoluant en ligues mineures pour les Padres.
En 2006, les Padres l'échangent aux Red Sox de Boston en retour du vétéran lanceur David Wells. 

#### Saison 2008
C'est avec Boston que Kottaras débute dans les majeures, disputant son premier match le 13 septembre 2008. Il joue trois matchs pour les Red Sox en fin d'année, frappant au passage son tout premier coup sûr dans les grandes ligues, un double réussi contre Phil Coke des Yankees de New York le 26 septembre.

#### Saison 2009
En 2009, Kottaras joue dans 45 matchs des Red Sox. Il maintient une moyenne au bâton de ,237 avec dix points produits. Son seul coup de circuit de la saison est aussi son premier dans les majeures; il est réussi le 3 juillet aux dépens de Mark Lowe des Mariners de Seattle. Il est durant une bonne partie de l'année le receveur attitré de Tim Wakefield, l'artiste de la balle papillon, un lancer qui peut s'avérer difficile à maîtriser pour un receveur.

### Brewers de Milwaukee

Kottaras en 2011 avec les Brewers de Milwaukee.

Le 18 novembre 2009, Kottaras est réclamé au ballottage par les Brewers de Milwaukee.

#### Saison 2010
En 2010, George Kottaras dispute 67 parties, son plus grand nombre en une année depuis son entrée dans les majeures, avec les Brewers. Il frappe pour ,203 avec neuf coups de circuits et 26 points produits.

#### Saison 2011
Kottaras maintient sa moyenne au bâton à ,252 en 49 parties jouées en 2011. Il frappe cinq circuits et produit 17 points. Il est le receveur réserviste de Jonathan Lucroy. Le haut fait d'armes de sa saison survient le 3 septembre lorsqu'il réussit le cycle dans la victoire de 8-2 des Brewers sur les Astros de Houston.
Il signe en décembre un nouveau contrat d'une saison avec Milwaukee.

#### Saison 2012
Kottaras obtient davantage de temps de jeu en 2012 avec les Brewers lorsque le receveur Lucroy se blesse. Mais il maintient une faible moyenne au bâton de ,209 avec 3 circuits et 12 points produits en 58 parties pour Milwaukee. 

### Athletics d'Oakland

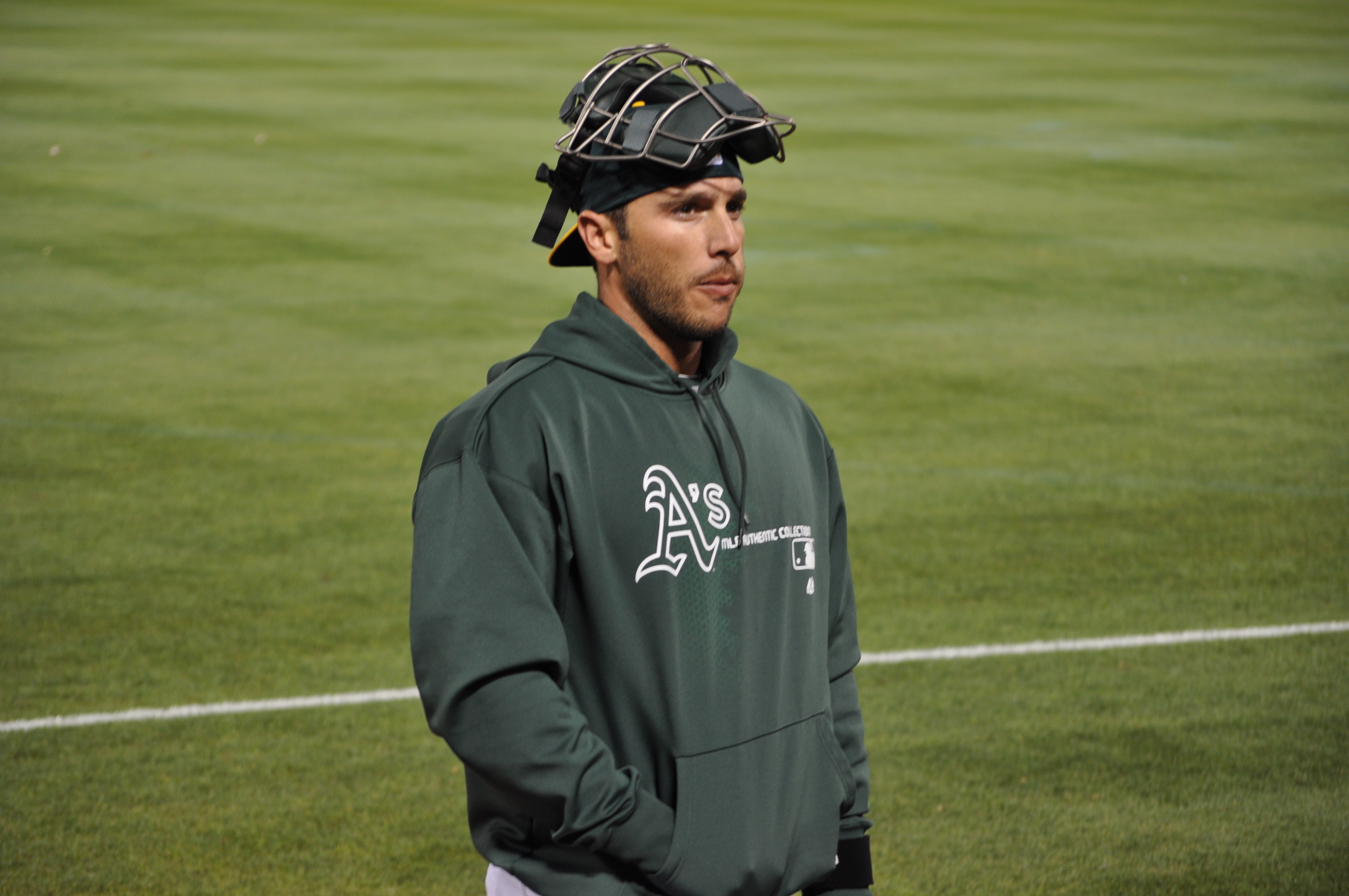
Kottaras lors de son bref passage chez les A's d'Oakland en 2012.

Le 29 juillet 2012, Milwaukee échange Kottaras aux Athletics d'Oakland contre le lanceur Fautino De Los Santos. Il dispute 27 matchs pour sa nouvelle équipe en fin d'année, complétant le calendrier régulier avec 9 circuits, 31 points produits et une moyenne au bâton de ,211 en 85 matchs joués pour les Brewers et les A's. Il passe en séries éliminatoires avec ces derniers mais est incapable de récolter son premier coup sûr en matchs d'après-saison lors de ses cinq passages au bâton dans la Série de division qui oppose Oakland aux Tigers de Détroit.

### Royals de Kansas City
Le 25 janvier 2013, Oakland perd Kottaras au ballottage lorsqu'il est réclamé par les Royals de Kansas City. Il dispute 46 matchs et frappe 5 circuits pour les Royals en 2013.

### Indians de Cleveland
Le 26 novembre 2013, les Royals vendent le contrat de Kottaras aux Cubs de Chicago. Il est libéré par les Cubs le 26 mars 2014, au terme de l'entraînement de printemps. Le 31 mars, il rejoint les Indians de Cleveland. Il frappe pour ,286 avec 6 coups sûrs en 10 matchs pour Cleveland avant d'être cédé au ballottage.

### Cardinals de Saint-Louis
Réclamé par les Cardinals de Saint-Louis au ballottage le 11 juillet 2014, Kottaras est libéré le 26 juillet suivant après seulement 4 matchs joués.

### Blue Jays de Toronto
Kottaras rejoint les Blue Jays de Toronto en août 2014. Il n'apparaît que dans 4 matchs du club canadien, soutirant un but-sur-balles en 5 passages au bâton. Il complète une saison 2014 partagée entre 3 clubs avec 3 circuits, 5 points produits et une moyenne au bâton de ,233 en 18 matchs et 38 passages au bâton.

### White Sox de Chicago
Il signe un contrat des ligues mineures avec les White Sox de Chicago le 22 janvier 2015.